# Orcula
Orcula ist eine Gattung der Familie der Fässchenschnecken (Orculidae) aus der Unterordnung der Landlungenschnecken (Stylommatophora). Gelegentlich wird die Gattung wie die Familie auch Fässchenschnecken genannt.

## Merkmale
Das Gehäuse ist zylindrisch bis konisch-zylindrisch oder auch länglich-eiförmig mit 8 bis 10 schwach gewölbten Windungen. Die letzte Windung steigt aus der Windungsachse zur Mündung hin etwas an. Die Höhe variiert von 6 bis 9 mm, die Breite zwischen 2,5 und 3,7 mm. Die Farbe reicht von grünlich-gelblich zu dunkelbraun. Die Embryonalwindungen (0,5 bis 1 Windung) sind im Wesentlichen glatt, oder es sind sehr feine Spiralstreifen angedeutet. Die folgenden Windungen tragen feine radiale Streifen. Die Mündung ist mit ein bis drei Spindellamellen und einer parietalen Lamelle versehen. Die parietale Lamelle reicht tief in die Mündung hinein. Der Gaumenbereich ist glatt oder weist eine kräftige Falte oder auch einen Zahn auf. Gelegentlich ist auch eine Subangularis ausgebildet.
Im Geschlechtsapparat ist der distale Teil des Samenleiters leicht verdickt, bevor er in den verdickten Epiphallus eintritt. Der Penis ist zylindrisch mit einem langen, konischen und dicken Blindsack (Caecum). Ein Penisappendix fehlt allerdings. Der Penisretraktormuskel setzt am Übergangsbereich Penis/Epiphallus und gegenüber dem Caecum an. Penis, Epiphallus und Blindsack (Caecum) haben intern zerfurchte Längsfalten. Die Spermathek ist mäßig lang und erreicht mit der Blase etwa die Höhe der Prostata. Der Stiel ist vergleichsweise dick, die Blase selber länglich-eiförmig und kaum dicker als der Stiel. Ein Divertikulum fehlt.

## Geographische Verbreitung und Lebensraum
Die Arten der Gattung Orcula sind in Mittel- und Südeuropa beheimatet. Sie leben in Wäldern und im Hochgebirge unter und zwischen Steinen, Geröll und zerfallendem Holz.

## Taxonomie und Systematik
Das Taxon wurde 1837 von Friedrich Held aufgestellt. Held stellte vier Arten zur Gattung, bestimmte aber keine Typusart. August Nicolaus Herrmannsen bestimmte 1847 Pupa dolium zur Typusart. Páll-Gergely et al. (2013) unterteilten die Gattung in drei Untergattungen Orcula (Orcula) Held, 1837, Orcula (Hausdorfia) Páll-Gergely, Deli, Irikov und Harl, 2013 und Orcula (Illyrobanatica) Páll-Gergely, Deli, Irikov und Harl, 2013.
- Orcula (Orcula) Held, 1837
  - Orcula austriaca Zimmermann, 1932
  - Orcula conica (Rossmässler, 1837)
  - Große Fässchenschnecke (Orcula dolium (Draparnaud, 1801)) (mit den Unterarten Orcula dolium dolium und †Orcula dolium pliopedemontensis Sacco, 1897, Oberes Pliozän)
  - Orcula fuchsi St. Zimmermann, 1931
  - Schlanke Fässchenschnecke (Orcula gularis (Rossmässler, 1837))
  - Orcula pseudodolium A. J. Wagner 1912
  - Orcula restituta (Westerlund. 1887)
  - Orcula spoliata (Rossmässler, 1837)
  - Orcula tolminensis A. J. Wagner, 1912
- Orcula (Illyriobanatica) Páll-Gergely, Deli, Irikov & Harl, 2013
  - Orcula jetschini M. v. Kimakowicz, 1883
  - Orcula schmidtii (Küster, 1843)
  - Orcula wagneri Sturany, 1914
- Orcula (Hausdorfia) Páll-Gergely, Deli, Irikov & Harl, 2013
  - Orcula zilchi Urbański, 1960

unbestimmte Untergattung:
- †Orcula oviformis (Michaud, 1838), Thanetium
- †Orcula plateaui (Cossmann, 1889), Thanetium
- †Orcula subconica (Sandberger, 1858), Chattium, Burdigalium

Die in der Fauna Europea zur Gattung Orcula gestellte Art Orcula dobrogica (Grossu, 1986) (ursprüngliches Binomen Sphyradium dobrogicum) ist ein jüngeres Synonym von Sphyradium doliolum (Bruguière, 1792).

## Belege

### Online
- AnimalBase - Orcula (Held, 1838)